# Zygry (wieś)
Zygry – wieś w Polsce, położona w województwie łódzkim, w powiecie poddębickim, w gminie Zadzim. 
| SIMC    | Nazwa   | Rodzaj    |
| ------- | ------- | --------- |
| 1040473 | Rochowo | część wsi |

W skład sołectwa Zygry wchodzi także wieś Maksymilianów.

## Historia

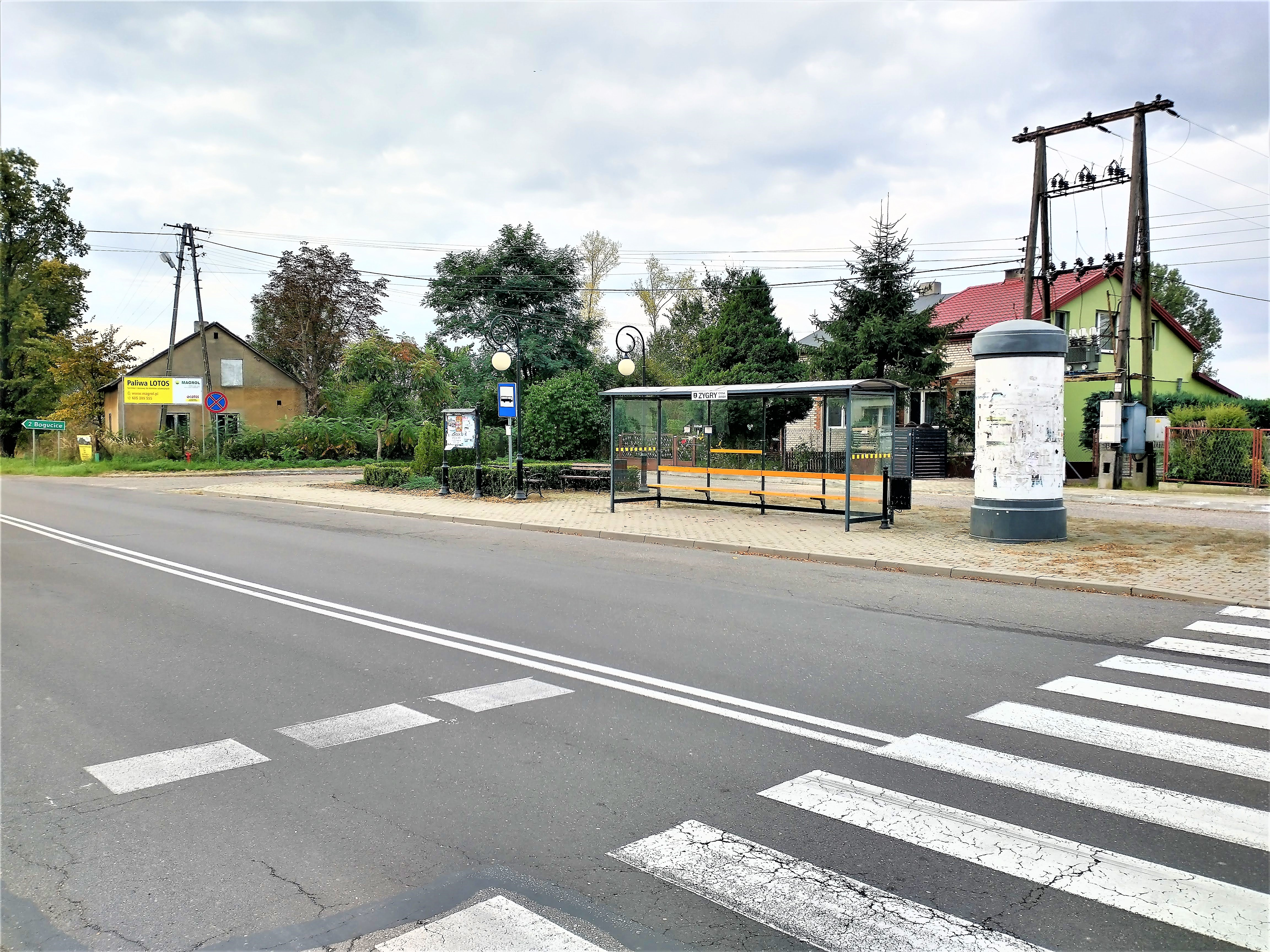
Centrum wsi

Wieś położona przy linii kolejowej Śląsk – porty (stacja PKP Otok – w odległości 1 km). Przez Zygry przebiegał średniowieczny trakt z Szadku do Uniejowa. Pierwsza wzmianka z 1392 r., gdy w księgach ziemskich sieradzkich został wspomniany Iohannes de Zigri. Na pocz. XV w. z Zygier pisał się Świętosław Szczenię h. Łada, podkomorzy, potem podsędek sieradzki, wymieniany przez Długosza uczestnik bitwy pod Nikopolis w 1396 r. W 1520 r. Jan Łaski wymienia Zygry w parafii Zadzim. W 1734 r. wieś spustoszyli stronnicy Augusta III Sasa.
Na tzw. Górkach Zygierskich jest niezidentyfikowany grób powstańczy z 1863 r. Znajduje się on w lesie nieopodal drogi prowadzącej z Zygier do Małynia (druga przecznica tuż przed Nowym Światem). Na mogile stoi krzyż i duży kamień.
W XIX w. Zygry były ośrodkiem administracji dóbr ziemskich o pow. ok. 2000 mórg stanowiących własność Cieleckich h. Zaremba.
W 1809 r. Ignacy Zaręba Cielecki na miejscu drewnianego kościółka z pocz. XVII w. wzniósł murowany, klasycystyczny, zbudowany na rzucie ośmioboku, którego namiotowy dach wieńczy wieżyczka z sygnaturką. Barokowy ołtarz główny z rokokowym krucyfiksem. Ołtarze boczne i ambona w kształcie łodzi z żaglem (klasycystyczne). Jest tu epitafium Stefana Łączyńskiego, który poległ w wojnie 1920 r. W 2000 r. ufundowano nową dzwonnicę z 3 dzwonami. Parafia była erygowana w 1921 r. pw. św. Rocha. Wchodzi w skład dekanatu szadkowskiego. Na cmentarzu grób 10 żołnierzy WP poległych w 1939 r.
W latach 1975–1998 miejscowość administracyjnie należała do województwa sieradzkiego.

## Zabytki
Według rejestru zabytków Narodowego Instytutu Dziedzictwa na listę zabytków wpisany jest obiekt:
- kościół pw. św. Rocha (d. św. Wojciecha), 1809, nr rej.: 721 z 227.12.1967 oraz 324/4/86 z 25.09.1986